# Henry Banks
Pour les articles homonymes, voir Banks.
Henry Banks, né le 14 juin 1913 à Croydon (Surrey, Royaume-Uni) et décédé le 18 décembre 1994 à Indianapolis (Indiana), était un pilote automobile américain sur circuits.

## Carrière
Fils d'un coureur britannique ayant passé son adolescence à Royal Oak (Michigan), sa carrière en sport automobile s'étale sur près de vingt-cinq années, entre 1932 (à 19 ans) et 1956 (année où il lui arrive encore de rouler en Jaguar XK140).
En 1941, il gagne en Nouvelle-Angleterre le championnat midget car American Racing Drivers Club (ARDC), puis il travaille durant la guerre au département des moteurs d'aviation de Ford. Il obtient également en 1950 une place de vice-champion en championnat midget National (et il remporte un total de 30 victoires dans cette discipline pour la seule année 1947).
Il dispute 43 courses du Championnat américain de course automobile AAA, entre 1935 (sur Rigling-Miller du team de Michel DeBaets en championnat AAA à Syracuse) et 1954, obtenant le titre national en 1950 sur Moore-Offy et une place de vice-champion la saison suivante toujours sur Moore-Offy, ainsi qu'une  victoire en 1950 (au Detroit 100 du Michigan State Fairgrounds Speedway). Il termine sa participation au championnat sur Lesovsky-Offy en 1952 et 1953, après un total de 9 podiums (grâce à 4 places de deuxième, et 4 de troisième).
Il participe aux 500 miles d'Indianapolis à six reprises entre 1938 et 1952, se classant sixième en 1951 sur Marchese, ayant aussi été pilote d'appoint en 1937, 1939 et 1940 (dès 1936, il passe les tests de qualifications rookie).
À son retrait de la compétition, il devient directeur de course USAC.
Il fait aussi des apparitions cinématographiques, dans Pour plaire à sa belle (1950), et Roar of the Crowd (en) (1953), deux films se déroulant dans le milieu des courses automobiles.

## Distinction
- National Midget Auto Racing Hall of Fame.